# Woinville
Woinville is een Franse plaats en voormalige gemeente in het departement Meuse in de regio Grand Est.
Op 1 januari 1973 werd de gemeente opgeheven en werd Woinville opgenomen in de gemeente Buxières-sous-les-Côtes. Deze gemeente maakte deel uit van het kanton Vigneulles-lès-Hattonchâtel totdat dit op 22 maart 2015 werd opgeheven en de gemeente werden opgenomen in het kanton Saint-Mihiel.
Buxerulles · Buxières-sous-les-Côtes · Woinville